# Подвірські
Подві́рські (рос. Подворские) — присілок у складі Великоустюзького району Вологодської області, Росія. Входить до складу Зарічного сільського поселення.

## Населення
Населення — 8 осіб (2010; 15 у 2002).
Національний склад (станом на 2002 рік):
- росіяни — 100 %